# Flavoplaca microthallina
Flavoplaca microthallina  (officieus: schubbige zeecitroenkorst) is een korstmos uit de familie Teloschistaceae. Hij groeit op steen. Deze soort leeft in symbiose met de alg trebouxioïd. 

## Kenmerken

### Uiterlijke kenmerken
Het heeft kleine, ronde microschubben van 1-2 mm breed, geeloranje, geel of citroengeel van kleur, gegroepeerd of verspreid, zonder isidiën en soralia, vaak langs rotskloven. Het mist een prothallus. De apotheciën zijn verspreid, tot 1 mm in diameter, met een platte schijf die bol wordt, geeloranje van kleur en donkerder afhankelijk van de blootstelling, met een iets lichtere en fijn gekartelde rand. 
Alle delen kleuren K+ paars 

### Microscopische kenmerken
De ascosporen zijn ellipsoïde, met twee compartimenten, 12–15 × 6–8 µm groot, met een septum van 2-3 µm breed, ongeveer 1/4 van de lengte van de ascospore. 

## Ecologie
Flavoplaca microthallina  is veelvoorkomend op verschillende soorten kustrotsen, groeiend op of dichtbij Verrucaria-soorten en vooral zwarte zeestippelkorst, waarvan het een parasiet lijkt te zijn.

## Verspreiding
In Nederland komt Flavoplaca microthallina zeer zeldzaam voor.